# Жозеф Артур Гобино
Жозеф Артур де Гобино (фр. Joseph Arthur comte de Gobineau; 14. јул 1816 — 1882) је био француски дипломата, филозоф и социолог и оснивач расизма. Покушавао је да докаже да су поједине расе значајно различите једна од друге не само телесно, већ и духовно и да њиховим мешањима настају падови у развоју.
Најпознатије дело му је Есеј о неједнакости људских врста. Његове мисли су користили у пракси припадници апартхејда и нацисти.